# بيير أرسينو
بيير جان أرسينو (ولد في 12 أكتوبر 1963 في روبيرفال، كيبيك) هو كشاف كرة قاعدة كندي محترف لفريق ميامي مارلينز في دوري كرة القاعدة الرئيسي ومدرب ومنسق سابق لفترة طويلة في حظيرة الإغاثة. تم إدراجه كمدرب لمدة 16 موسمًا متتاليًا لفريق مونتريال أكسبوز (1992-2001) وفريق فلوريدا مارلينز (2002-2007).
اعتبارًا من 2013، كان يعمل كواحد من الكشافين المحترفين لفريق مارلينز، ومقره في بييرفون، كيبيك.
وباعتباره مدربًا لفريق مارلينز، كان أول لاعب من كيبيك يفوز ببطولة العالم في عام 2003.
وكان قد عمل سابقًا كمدرب مساعد لفريق كيبيك كابيتالز في دوري فرونتير.